# Труздејл (Мисури)
Труздејл (енгл. Truesdale) град је у америчкој савезној држави Мисури.

## Демографија
По попису из 2010. године број становника је 732, што је 335 (84,4%) становника више него 2000. године.
| Група             | 2000.       | 2010.       |
| Белци             | 341 (85,9%) | 630 (86,1%) |
| Афроамериканци    | 24 (6,0%)   | 41 (5,6%)   |
| Азијати           | 3 (0,8%)    | 4 (0,5%)    |
| Хиспаноамериканци | 21 (5,3%)   | 24 (3,3%)   |
| Укупно            | 397         | 732         |